# Euderus purpureus
Euderus purpureus är en stekelart som beskrevs av Yoshimoto 1971. Euderus purpureus ingår i släktet Euderus och familjen finglanssteklar. Inga underarter finns listade i Catalogue of Life.